# Heiligenblut am Großglockner
Heiligenblut am Großglockner je obec v okrese Spittal an der Drau v rakouské spolkové zemi Korutany.
Heiligenblut je vysoko ležící alpská vesnice a je výchozím bodem pro návštěvníky Pasterze a pro výstup na často navštěvovaný Großglockner. V Heiligenblut končí "Großglocknerská vysokohorská silnice".

## Geografie

### Poloha
Obec leží v průměrné nadmořské výšce 1288 metrů na úpatí Großglockneru (3798 m) zcela nahoře údolí Mölltalu v Národním parku Vysoké Taury. U Heiligenblutu je Fleißtal.

### Členění obce
Heiligenblut am Großglockner se skládá z katastrálních území
- Apriach
- Rojach
- Zlapp
- Hof

Zastavěné území tvoří také další následující osady (v závorkách je uveden počet obyvatel v roce 2001).
- Aichhorn (39)
- Apriach (142)
- Fleiß (40)
- Hadergasse (69)
- Hof (209)
- Pockhorn (105)
- Rojach (142)
- Schachnern (96)
- Untertauern (74)
- Winkl (226)
- Wolkersdorf (43)

## Historie
Název vesnice získala podle legendy o lahvičce s Kristovou krví (Blut), kterou převážel dánský princ Briccius (také Briktius, Brictius) v roce 914 na zpáteční cestě z Cařihradu a zahynul ve sněhové lavině. Později jeho tělo našli rolníci podle toho, že ze sněhu vyrůstala větvička se třemi klasy.
Nad hrobem postavili malou kapli do níž uložili lahvičku s krví. Později ji uložili do farního kostela svatého Vincence, postaveného v letech 1460-1491. V kostele uložili tělo Briccia do krypty a vybudovali v kostele zvláštní oltář.
Obyvatelé vsi se živili převážně salašnictvím a až do 20. století zde dobývali zlato.
V současné době je hlavním zdrojem příjmů turistika, kterou v zimě doplňuje sjezdové lyžování

## Obyvatelstvo
Při sčítání lidu měla obec Heiligenblut 1185 obyvatel. 97,7 % obyvatelstva je rakouských státních příslušníků a 1,1 % jsou němečtí státní příslušníci.

### Náboženství
V roce 2001 95,5 % obyvatel se hlásí k římskokatolické církvi a 1,8 % jsou evangelíci. Podíl ostatních náboženství je nižší než 1 %. Bez vyznání je 0,7 % obyvatel.
V obci působila řada duchovních
- 1232: lidový duchovní Ludwig
- 1677 - 1680: vikář Balthasar Ruckenwald
- 1680 - 1683: vikář Peter Winter
- 1683 - 1684: vikář Isaak Peyer
- 1684 - 1695: vikář Wolfgang Schopf
- 1695 - 1699: vikář Michael Tschurtschentaler
- 1699 - 1705: vikář Jakob Sonnberger
- 1705 - 1707: vikář Stephan Prieschnigg
- 1707 - 1728: vikář Christian Grängler
- 1728 - 1737: vikář Jakob Xaver von Steinern
- 1737 - 1741: vikář Anton Pichler
- 1740 - 1756: vikář Johann Müller
- 1756 - 1773: vikář Anton Poguz
- 1773 - 1785: vikář Andreas Zoppoth
- 1787 - 1788: farář Dominikus Pfeifhoffer
- 1788 - 1800: farář David Aicher von Aichenegg
- 1802 - 1809: farář Lorenz Moser
- 1809 - 1815: farář Johann Michael Achatz
- 1815 - 1819: farář Joseph Gailhofer
- 1819 - 1826: farář Franz Schupp
- 1827 - 1853: farář Johann Wieser
- 1854 - 1856: farář Franz (Seraphim) Kornke
- 1856 - 1857: farář Johann Oberjörg
- 1857 - 1863: farář Wenzel Urschitz
- 1863 - 1881: farář Johann Wawra
- 1881 - 1883: farář Karl Sedlacek
- 1883: farář Franz Fischnaller
- 1883 - 1896: farář Josef Seher
- 1896 - 1897: farář Andreas Pirker
- 1897 - 1900: farář Ignaz Markowitz
- 1900 - 1901: farář Benedikt Hochl
- 1901 - 1909: farář Florian Satz
- 1909 - 1926: farář Valentin Wank
- 1926 - 1927: farář Melchior Fischer
- 1927 - 1928: farář Otto Pregl
- 1928 - 1938: farář Leo Nuschei
- 1938: farní administrátor Franz Reinthaler
- 1938 - 1945: duchovní správce Dr. Peter Hohenwarter
- 1945 - 1949: duchovní Melchior Granig
- 1949 - 1971: farář Geistl. Rat Peter Sampels
- 1971: duchovní Ernst Kabasser
- 1971 - 1974: duchovní P. Andreas Grollmus
- od 1974: farář Ernst Kabasser

## Kultura a pamětihodnosti
- Kostel svatého Vincence (Heiligenblut) - položený jižně od středu obce ve svahu.
- "Bricciova kaple" stojí západně od Winklu v nadmořské výšce 1629 metrů. Malá obdélníková stavba postavená v roce 1872. Nad oltářem je barokní obraz znázorňující 16 výjevů z legendy o Bricciovi.
- "Zřícenina hradu Farbenstein", nad Heiligenblutem.
- Jihozápadní konec "Großglocknerské Vysokoalpské silnice" v nadmořské výšce 2504 metrů, v nejvyšších hřebenech Východních Alp.
- "Zlatokopecká vesnice Heiligenblut" - pohoří Taurnu bylo od dob římských až do druhé světové války významnou zlatonosnou oblastí v Evropě.

## Politika

### Obecní zastupitelstvo
V obecním zastupitelstvu je 15 křesel, kterou po obecních volbách v roce 2009 podle získaných mandátů rozdělena takto:
- ÖVP 7
- BZÖ 6
- SPÖ 2

Starostou byl v roce 1997 přímou volbou zvolený Josef Schachner